# Paradaemonia rufomaculata
Paradaemonia rufomaculata är en fjärilsart som beskrevs av Eugène Louis Bouvier 1929. Paradaemonia rufomaculata ingår i släktet Paradaemonia och familjen påfågelsspinnare. Inga underarter finns listade i Catalogue of Life.